# Jack & Jill (série de televisão)
Jack & Jill é uma série de televisão americana de comédia dramática, que possui em seu elenco Ivan Sergei, Amanda Peet, Jaime Pressly, Justin Kirk, Simon Rex e Sarah Paulson. Foi exibida entre Setembro de 1999 até Abril de 2001 na WB Network. Foi criada e dirigida por Randi Mayem Singer.
A música tema da série foi "Truth About Romeo" escrita por Pancho's Lament e interpretado por Pancho's Lament na primeira temporada e por David Crosby na segunda. O nome da canção foi dado pelo compositor Jeff Cohen.

## Enredo
Os personagens principais são David Jillefsky (Ivan Sergei), conhecido como "Jill" para seus amigos, e Jacqueline Barrett (Amanda Peet, que substituiu Amelia Heinle após o episódio piloto), conhecida como "Jack". Os dois começam um envolvimento romântico qcom muitos obstáculos. 
Devido às classificações médias da primeira temporada, a segunda teve duração de apenas 13 episódios e foi ao ar como uma apresentação de meia temporada. [Spoilers] O episódio final teve muitos problemas durante as preparações do casamento do casal. Jack discobre que está grávida, mas antes de contar para Jill, ele decide que o relacionamento correu rápido demais e decide não se casar para as cosias caminharem mais devagar [Fim dos spoilers] Apesar da mobilização de fãs, a série não foi renovada para uma terceira temporada, então terminou em um cliffhanger.
A série foi premiada como o prêmio de melhor elenco em 2000 pela Casting Society of America pelo melhor elenco de piloto de série de TV dramática.
Co-participantes: Amanda Peet e Sarah Paulson se uniram mais tarde as NBC séries Studio 60 on the Sunset Strip, com estreia em 2006.

## Elenco
| Ator/Atriz    | Personagem                |
| ------------- | ------------------------- |
| Ivan Sergei   | David "Jill" Jillefsky    |
| Amanda Peet   | Jacqueline "Jack" Barrett |
| Jaime Pressly | Audrey Griffin            |
| Sarah Paulson | Elisa Cronkite            |
| Justin Kirk   | Barto Zane                |
| Simon Rex     | Mikey Russo               |